# Voïvodie de Varsovie
 (décembre 2024).
Si vous disposez d'ouvrages ou d'articles de référence ou si vous connaissez des sites web de qualité traitant du thème abordé ici, merci de compléter l'article en donnant les références utiles à sa vérifiabilité et en les liant à la section « Notes et références ».
La voïvodie de Varsovie (en polonais Województwo warszawskie) était une unité de division administrative et un gouvernement local de Pologne entre 1975 et 1998. Son siège administratif était la ville de Varsovie, capitale de la Pologne. 
Elle fut remplacée en 1999 par la voïvodie de Mazovie. 

## Bureaux de district
Sur la base de la loi du 22 mars 1990, les autorités locales de l'administration publique générale créent 5 régions administratives associant une douzaine de municipalités.
Bureau de district de Legionowie
- Gminy

1. Jabłonna
2. Nieporęt
3. Serock
4. Wieliszew

- Ville

1. Legionowo

Bureau de district de Nowym Dworze Mazowieckim
- Gminy

1. Czosnów
2. Leoncin
3. Pomiechówek
4. Tułowice
5. Zakroczym

- Ville

1. Nowy Dwór Mazowiecki

Bureau de district de Otwocku 
- Gminy

1. Celestynów
2. Karczew
3. Wiązowna

- Villes

1. Józefów
2. Otwock

Bureau de district de Piasecznie
- Gminy

1. Góra Kalwaria
2. Konstancin-Jeziorna
3. Lesznowola
4. Piaseczno
5. Prażmów
6. Tarczyn

Bureau de district de Pruszkowie
- Gminy

1. Błonie
2. Brwinów
3. Grodzisk Mazowiecki
4. Kampinos
5. Leszno
6. Michałowice
7. Nadarzyn
8. Ożarów Mazowiecki

- Villes

1. Milanówek
2. Piastów
3. Podkowa Leśna
4. Pruszków

Bureau de district de Varsovie
- Arrondissement de Varsovie

1. Warszawa-Bemowo
2. Warszawa-Białołęka
3. Warszawa-Bielany
4. Warszawa-Centrum
5. Warszawa-Rembertów
6. Warszawa-Targówek
7. Warszawa-Ursus
8. Warszawa-Ursynów
9. Warszawa-Wawer
10. Warszawa-Wilanów
11. Warszawa-Włochy

- Gminy

1. Halinów
2. Izabelin
3. Łomianki
4. Radzymin
5. Raszyn
6. Stare Babice

- Villes

1. Marki
2. Sulejówek
3. Wesoła
4. Ząbki

Bureau de district de Wołomin
- Gminy

1. Wołomin
2. Karczew
3. Wiązowna

- Villes

1. Kobyłka
2. Zielonka

## Villes principales
Population au 31 décembre 1998
| - Varsovie – 1 618 468 - Pruszków – 50 336 - Legionowo – 47 992 - Otwock – 39 361 - Wołomin – 34 623 - Nowy Dwór Mazowiecki – 27 381 - Piaseczno – 26 399 - Grodzisk Mazowiecki – 25 412 - Piastów – 20 767 - Sulejówek – 17 597 - Ząbki – 16 876 | - Konstancin-Jeziorna – 16 841 - Marki – 16 798 - Kobyłka – 16 270 - Zielonka – 15 695 - Józefów – 14 765 - Milanówek – 14 730 - Łomianki – 13 633 - Błonie – 12 340 - Góra Kalwaria – 11 114 - Brwinów – 11 104 - Karczew – 10 404 |